# Jefferson Montero
Jefferson Antonio Montero Vite (Babahoyo, Ecuador; 1 de septiembre de 1989) es un futbolista ecuatoriano, se desempeña como centrocampista o extremo.

## Trayectoria

### Club Sport Emelec
Jefferson Montero se destacaba en un pequeño club de su ciudad natal, Babahoyo. Fue seleccionado de la provincia de Los Ríos. En 2007 viajó a Guayaquil y se une a las divisiones menores del Emelec. El técnico de ese entonces, Carlos Torres Garcés, lo subió al primer plantel de inmediato. Debutó en Primera División el 10 de febrero ante El Nacional en el estadio Olímpico Atahualpa.
Fue campeón juvenil con la Selección Sub-17 en los Juegos Panamericanos desarrollados en Río de Janeiro, él marcó el gol del empate en la final ante Jamaica. A finales de ese año, es llamado por Sixto Vizuete para integrar la Selección ecuatoriana de fútbol. Luego sufrió una lesión que lo mantuvo alejado de las canchas durante un tiempo.

### Independiente del Valle
En el 2008 fue vendido al Independiente José Terán de la Serie B en $220.000.

### Dorados de Sinaloa
A finales del 2008 fue cedido o prestado al club mexicano Dorados de Sinaloa junto con su compatriota que militaba en el El Nacional, José Madrid.

### Villarreal C. F.
En 2009, después de una gran actuación en la Serie B de Ecuador, siendo uno de los máximos goleadores y un gran debut en la selección absoluta marcando un gol frente a la selección de Perú, es adquirido por el Villarreal Club de Fútbol de la Primera División de España, que finalmente decide que el ecuatoriano juegue en el filial del "submarino amarillo" en Segunda División con el objetivo de que gane experiencia y minutos.
En el 2010 tras una larga y gran campaña con el Villarreal "B" deciden subirlo al primer equipo para suplir la ausencia del jugador francés Robert Pirès. Jugó 9 partidos y marcó dos goles con el Villarreal.

### Levante U. D.

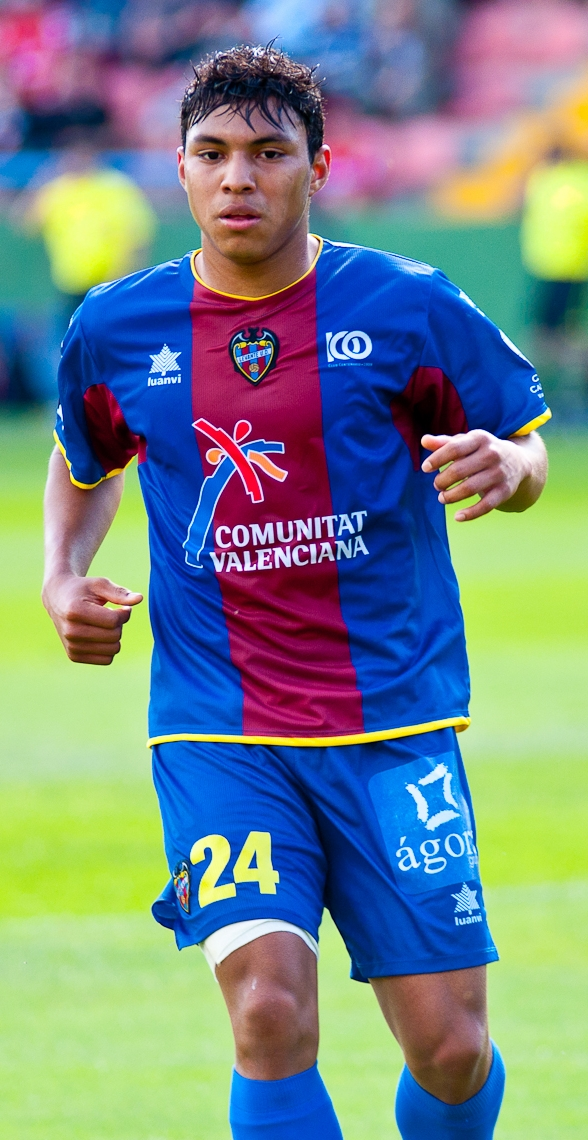
Jefferson Montero jugando para el Levante.

En diciembre de 2010 el club castellonense acordó una cesión al Levante Unión Deportiva hasta el 30 de junio de 2011.

### Real Betis
El 24 de junio de 2011, el Villarreal acordó su nueva cesión al Real Betis Balompié, sin opción de compra.

### Monarcas Morelia
Finalmente, después de un sinfín de rumores, se confirma que el jugador será traspasado al Monarcas Morelia de México, fichando por 3 años. Jefferson Montero fue campeón de la Copa MX con el Morelia en el 2013. las lesiones afectaron el rendimiento en su club.

### Swansea City
El 24 de julio de 2014 el Swansea City ficha al jugador ecuatoriano por 4 millones de libras, su contrato era para cuatro años.

### Getafe
El 1 de septiembre de 2017 es cedido a préstamo al Getafe por una temporada.

### Club Sport Emelec
Jefferson Montero cierra su vinculación al Club Sport Emelec, club en el que debutó profesionalmente, luego de un mes de intensas negociaciones entre Swansea City, Getafe y Emelec, llegó al equipo a préstamo por 6 meses con opción a renovación.

### Vuelta a Swansea City
Luego de terminar el préstamo en el club ecuatoriano, Montero volvió al equipo Swansea City, que jugaba en la Premier League de Inglaterra, usando la camiseta número 20. Con este equipo disputó la temporada 2018-19.

### 9 de Octubre
El 1 de julio de 2022 se confirmó su llegada al 9 de Octubre de la Serie A de Ecuador.

### Aucas
Para la temporada 2023 fue confirmado como refuerzo de Sociedad Deportiva Aucas de Ecuador.

## Selección nacional

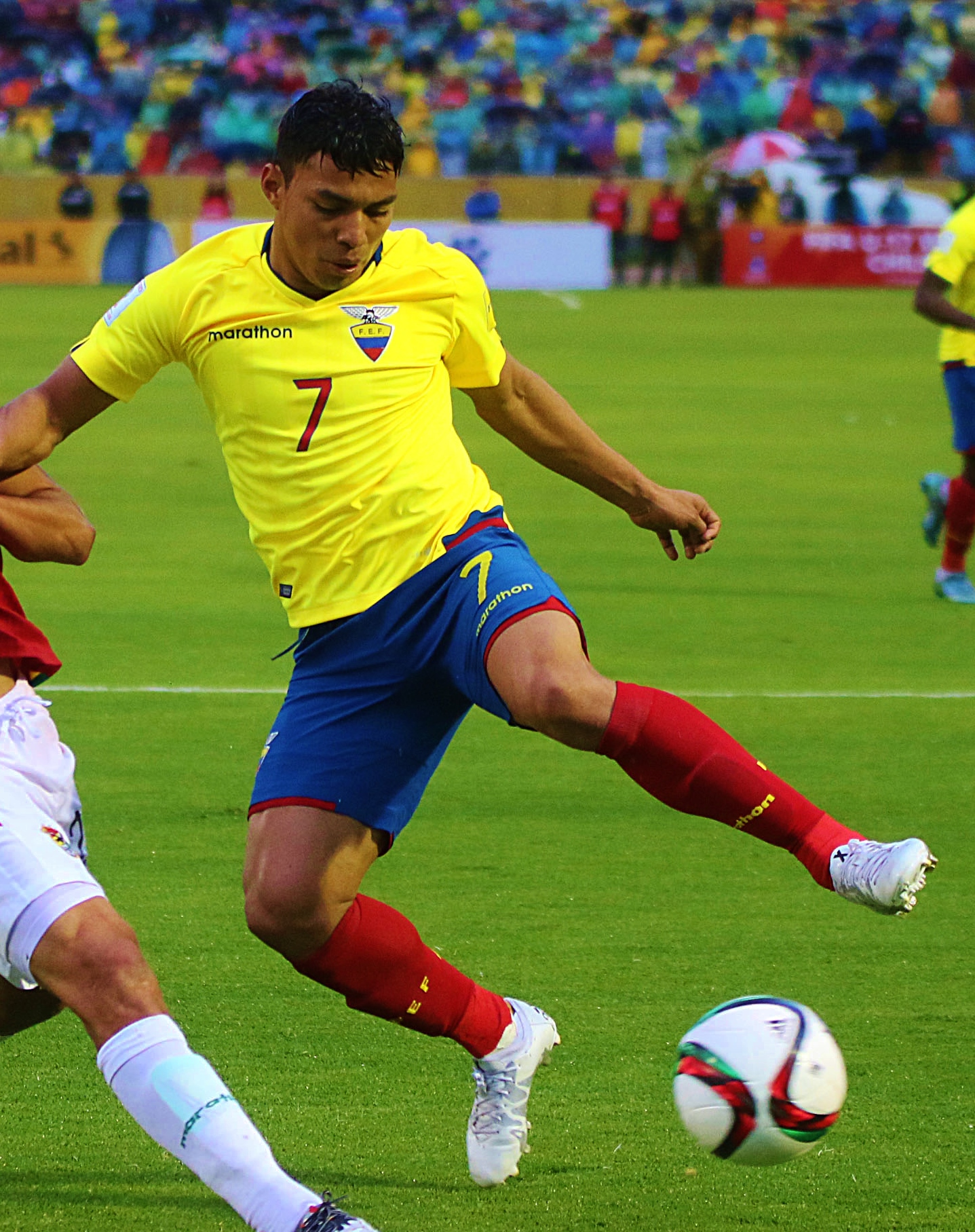
Montero jugando contra Bolivia.

Ha sido internacional con la selección de fútbol de Ecuador en 15 ocasiones. Debutó el 21 de noviembre de 2007 en un partido de eliminatorias ante Perú. El 15 de agosto marco el tercer gol contra Chile donde Ecuador ganó 3-0. El 21 de marzo marcó el cuarto gol contra la selección de El Salvador que terminaría 5-0, el 26 de marzo de 2013 marcó el segundo y el cuarto gol ante Paraguay en la victoria de Ecuador 4-1.
El 11 de octubre de 2013 marcó el gol que clasificó a Ecuador a la Copa Mundial de Fútbol de 2014.
El 13 de mayo de 2014 el técnico de la selección ecuatoriana, Reinaldo Rueda, incluyó a Montero en la lista preliminar de 30 jugadores que representarán a Ecuador en la Copa Mundial de Fútbol de 2014. Fue confirmado en la nómina definitiva de 23 jugadores el 2 de junio.

### Participaciones en copas mundiales
| Mundial           | Sede   | Resultado     | Partidos | Goles |
| ----------------- | ------ | ------------- | -------- | ----- |
| Copa Mundial 2014 | Brasil | Primera ronda | 3        | 0     |

### Participaciones en Copa América
| Copa              | Sede           | Resultado        | Partidos | Goles |
| ----------------- | -------------- | ---------------- | -------- | ----- |
| Copa América 2015 | Chile          | Primera ronda    | 3        | 0     |
| Copa América 2016 | Estados Unidos | Cuartos de final | 4        | 0     |

### Participaciones en eliminatorias
| Eliminatorias      | Sede            | Resultado      | Partidos | Goles |
| ------------------ | --------------- | -------------- | -------- | ----- |
| Eliminatorias 2010 | América del Sur | No clasificado | 8        | 1     |
| Eliminatorias 2014 | América del Sur | Clasificado    | 13       | 3     |
| Eliminatorias 2018 | América del Sur | No clasificado | 9        | 1     |

### Partidos internacionales
Actualizado al último partido disputado el 15 de noviembre de 2018.
| \| N.° \| Fecha \| Ciudad \| Rival \| Resultado \| Resultado \| Competencia \| \| --- \| ------------------------ \| ----------------- \| -------------- \| --------- \| --------- \| --------------------------------------- \| \| 1. \| 21 de noviembre de 2007 \| Quito \| Perú \| 5-1 \| Victoria \| Eliminatorias al Mundial Sudáfrica 2010 \| \| 2. \| 12 de octubre de 2008 \| Quito \| Chile \| 1-0 \| Victoria \| Eliminatorias al Mundial Sudáfrica 2010 \| \| 3. \| 7 de junio de 2009 \| Lima \| Perú \| 2-1 \| Victoria \| Eliminatorias al Mundial Sudáfrica 2010 \| \| 4. \| 10 de junio de 2009 \| Quito \| Argentina \| 2-0 \| Victoria \| Eliminatorias al Mundial Sudáfrica 2010 \| \| 5. \| 12 de agosto de 2009 \| Nueva York \| Jamaica \| 0-0 \| Empate \| Amistoso \| \| 6. \| 5 de septiembre de 2009 \| Medellín \| Colombia \| 0-2 \| Derrota \| Eliminatorias al Mundial Sudáfrica 2010 \| \| 7. \| 9 de septiembre de 2009 \| La Paz \| Bolivia \| 3-1 \| Victoria \| Eliminatorias al Mundial Sudáfrica 2010 \| \| 8. \| 10 de octubre de 2009 \| Quito \| Uruguay \| 1-2 \| Derrota \| Eliminatorias al Mundial Sudáfrica 2010 \| \| 9. \| 14 de octubre de 2009 \| Santiago de Chile \| Chile \| 1-2 \| Derrota \| Eliminatorias al Mundial Sudáfrica 2010 \| \| 10. \| 4 de septiembre de 2010 \| Zapopan \| México \| 2-1 \| Victoria \| Amistoso \| \| 11. \| 7 de septiembre de 2010 \| Barquisimeto \| Venezuela \| 0-1 \| Derrota \| Amistoso \| \| 12. \| 17 de noviembre de 2010 \| Quito \| Venezuela \| 4-1 \| Victoria \| Amistoso \| \| 13. \| 26 de marzo de 2011 \| Madrid \| Colombia \| 0-2 \| Derrota \| Amistoso \| \| 14. \| 29 de marzo de 2011 \| La Haya \| Perú \| 0-0 \| Empate \| Amistoso \| \| 15. \| 11 de octubre de 2011 \| Nueva Jersey \| Estados Unidos \| 1-0 \| Victoria \| Amistoso \| \| 16. \| 11 de noviembre de 2011 \| Asunción \| Paraguay \| 1-2 \| Derrota \| Eliminatorias al Mundial Brasil 2014 \| \| 17. \| 29 de febrero de 2012 \| Guayaquil \| Honduras \| 2-0 \| Victoria \| Amistoso \| \| 18. \| 2 de junio de 2012 \| Buenos Aires \| Argentina \| 0-4 \| Derrota \| Eliminatorias al Mundial Brasil 2014 \| \| 19. \| 10 de junio de 2012 \| Quito \| Colombia \| 1-0 \| Victoria \| Eliminatorias al Mundial Brasil 2014 \| \| 20. \| 15 de agosto de 2012 \| Nueva York \| Chile \| 3-0 \| Victoria \| Amistoso \| \| 21. \| 7 de septiembre de 2012 \| Quito \| Bolivia \| 1-0 \| Victoria \| Eliminatorias al Mundial Brasil 2014 \| \| 22. \| 12 de octubre de 2012 \| Quito \| Chile \| 3-1 \| Victoria \| Eliminatorias al Mundial Brasil 2014 \| \| 23. \| 16 de octubre de 2012 \| Puerto la Cruz \| Venezuela \| 1-1 \| Empate \| Eliminatorias al Mundial Brasil 2014 \| \| 24. \| 6 de febrero de 2013 \| Guimarães \| Portugal \| 3-2 \| Victoria \| Amistoso \| \| 25. \| 21 de marzo de 2013 \| Quito \| El Salvador \| 5-0 \| Victoria \| Amistoso \| \| 26. \| 26 de marzo de 2013 \| Quito \| Paraguay \| 4-1 \| Victoria \| Eliminatorias al Mundial Brasil 2014 \| \| 27. \| 29 de mayo de 2013 \| Palm Beach \| Alemania \| 2-4 \| Derrota \| Amistoso \| \| 28. \| 7 de junio de 2013 \| Lima \| Perú \| 0-1 \| Derrota \| Eliminatorias al Mundial Brasil 2014 \| \| 29. \| 11 de junio de 2013 \| Quito \| Argentina \| 1-1 \| Empate \| Eliminatorias al Mundial Brasil 2014 \| \| 30. \| 6 de septiembre de 2013 \| Barranquilla \| Colombia \| 0-1 \| Derrota \| Eliminatorias al Mundial Brasil 2014 \| \| 31. \| 10 de septiembre de 2013 \| La Paz \| Bolivia \| 1-1 \| Empate \| Eliminatorias al Mundial Brasil 2014 \| \| 32. \| 11 de octubre de 2013 \| Quito \| Uruguay \| 1-0 \| Victoria \| Eliminatorias al Mundial Brasil 2014 \| \| 33. \| 15 de octubre de 2013 \| Santiago de Chile \| Chile \| 1-2 \| Derrota \| Eliminatorias al Mundial Brasil 2014 \| \| 34. \| 5 de marzo de 2014 \| Londres \| Australia \| 4-3 \| Victoria \| Amistoso \| \| 35. \| 17 de mayo de 2014 \| Ámsterdam \| Países Bajos \| 1-1 \| Empate \| Amistoso \| \| 36. \| 31 de mayo de 2014 \| Arlington \| México \| 1-3 \| Derrota \| Amistoso \| \| 37. \| 4 de junio de 2014 \| Miami \| Inglaterra \| 2-2 \| Empate \| Amistoso \| \| 38. \| 15 de junio de 2014 \| Brasilia \| Suiza \| 1-2 \| Derrota \| Mundial Brasil 2014 \| \| 39. \| 20 de junio de 2014 \| Curitiba \| Honduras \| 2-1 \| Victoria \| Mundial Brasil 2014 \| \| 40. \| 25 de junio de 2014 \| Río de Janeiro \| Francia \| 0-0 \| Empate \| Mundial Brasil 2014 \| \| 41. \| 28 de marzo de 2015 \| Los Ángeles \| México \| 0-1 \| Derrota \| Amistoso \| \| 42. \| 3 de junio de 2015 \| Ciudad de Panamá \| Panamá \| 1-1 \| Empate \| Amistoso \| \| 43. \| 6 de junio de 2015 \| Guayaquil \| Panamá \| 4-0 \| Victoria \| Amistoso \| \| 44. \| 11 de junio de 2015 \| Santiago de Chile \| Chile \| 0-2 \| Derrota \| Copa América 2015 \| \| 45. \| 15 de junio de 2015 \| Valparaíso \| Bolivia \| 2-3 \| Derrota \| Copa América 2015 \| \| 46. \| 19 de junio de 2015 \| Rancagua \| México \| 2-1 \| Victoria \| Copa América 2015 \| \| 47. \| 8 de septiembre de 2015 \| Quito \| Honduras \| 2-0 \| Victoria \| Amistoso \| \| 48. \| 8 de octubre de 2015 \| Buenos Aires \| Argentina \| 2-0 \| Victoria \| Eliminatorias al Mundial Rusia 2018 \| \| 49. \| 13 de octubre de 2015 \| Quito \| Bolivia \| 2-0 \| Victoria \| Eliminatorias al Mundial Rusia 2018 \| \| 50. \| 12 de noviembre de 2015 \| Quito \| Uruguay \| 2-1 \| Victoria \| Eliminatorias al Mundial Rusia 2018 \| \| 51. \| 17 de noviembre de 2015 \| Puerto Ordaz \| Venezuela \| 3-1 \| Victoria \| Eliminatorias al Mundial Rusia 2018 \| \| 52. \| 24 de marzo de 2016 \| Quito \| Paraguay \| 2-2 \| Empate \| Eliminatorias al Mundial Rusia 2018 \| \| 53. \| 29 de marzo de 2016 \| Barranquilla \| Colombia \| 1-3 \| Derrota \| Eliminatorias al Mundial Rusia 2018 \| \| 54. \| 25 de mayo de 2016 \| Dallas \| Estados Unidos \| 0-1 \| Derrota \| Amistoso \| \| 55. \| 4 de junio de 2016 \| Pasadena \| Brasil \| 0-0 \| Empate \| Copa América 2016 \| \| 56. \| 8 de junio de 2016 \| Glendale \| Perú \| 2-2 \| Empate \| Copa América 2016 \| \| 57. \| 4 de junio de 2016 \| Pasadena \| Haití \| 4-0 \| Victoria \| Copa América 2016 \| \| 58. \| 12 de junio de 2016 \| Glendale \| Estados Unidos \| 1-2 \| Derrota \| Copa América 2016 \| \| 59. \| 1 de septiembre de 2016 \| Quito \| Brasil \| 0-3 \| Derrota \| Eliminatorias al Mundial Rusia 2018 \| \| 60. \| 6 de septiembre de 2016 \| Lima \| Perú \| 1-2 \| Derrota \| Eliminatorias al Mundial Rusia 2018 \| \| 61. \| 23 de marzo de 2017 \| Asunción \| Paraguay \| 1-2 \| Derrota \| Eliminatorias al Mundial Rusia 2018 \| \| 62. \| 15 de noviembre de 2018 \| Lima \| Perú \| 2-0 \| Victoria \| Amistoso \| |                          |                   |                |           |           |                                         |
| N.° | Fecha                    | Ciudad            | Rival          | Resultado | Resultado | Competencia                             |
| 1. | 21 de noviembre de 2007  | Quito             | Perú           | 5-1       | Victoria  | Eliminatorias al Mundial Sudáfrica 2010 |
| 2. | 12 de octubre de 2008    | Quito             | Chile          | 1-0       | Victoria  | Eliminatorias al Mundial Sudáfrica 2010 |
| 3. | 7 de junio de 2009       | Lima              | Perú           | 2-1       | Victoria  | Eliminatorias al Mundial Sudáfrica 2010 |
| 4. | 10 de junio de 2009      | Quito             | Argentina      | 2-0       | Victoria  | Eliminatorias al Mundial Sudáfrica 2010 |
| 5. | 12 de agosto de 2009     | Nueva York        | Jamaica        | 0-0       | Empate    | Amistoso                                |
| 6. | 5 de septiembre de 2009  | Medellín          | Colombia       | 0-2       | Derrota   | Eliminatorias al Mundial Sudáfrica 2010 |
| 7. | 9 de septiembre de 2009  | La Paz            | Bolivia        | 3-1       | Victoria  | Eliminatorias al Mundial Sudáfrica 2010 |
| 8. | 10 de octubre de 2009    | Quito             | Uruguay        | 1-2       | Derrota   | Eliminatorias al Mundial Sudáfrica 2010 |
| 9. | 14 de octubre de 2009    | Santiago de Chile | Chile          | 1-2       | Derrota   | Eliminatorias al Mundial Sudáfrica 2010 |
| 10. | 4 de septiembre de 2010  | Zapopan           | México         | 2-1       | Victoria  | Amistoso                                |
| 11. | 7 de septiembre de 2010  | Barquisimeto      | Venezuela      | 0-1       | Derrota   | Amistoso                                |
| 12. | 17 de noviembre de 2010  | Quito             | Venezuela      | 4-1       | Victoria  | Amistoso                                |
| 13. | 26 de marzo de 2011      | Madrid            | Colombia       | 0-2       | Derrota   | Amistoso                                |
| 14. | 29 de marzo de 2011      | La Haya           | Perú           | 0-0       | Empate    | Amistoso                                |
| 15. | 11 de octubre de 2011    | Nueva Jersey      | Estados Unidos | 1-0       | Victoria  | Amistoso                                |
| 16. | 11 de noviembre de 2011  | Asunción          | Paraguay       | 1-2       | Derrota   | Eliminatorias al Mundial Brasil 2014    |
| 17. | 29 de febrero de 2012    | Guayaquil         | Honduras       | 2-0       | Victoria  | Amistoso                                |
| 18. | 2 de junio de 2012       | Buenos Aires      | Argentina      | 0-4       | Derrota   | Eliminatorias al Mundial Brasil 2014    |
| 19. | 10 de junio de 2012      | Quito             | Colombia       | 1-0       | Victoria  | Eliminatorias al Mundial Brasil 2014    |
| 20. | 15 de agosto de 2012     | Nueva York        | Chile          | 3-0       | Victoria  | Amistoso                                |
| 21. | 7 de septiembre de 2012  | Quito             | Bolivia        | 1-0       | Victoria  | Eliminatorias al Mundial Brasil 2014    |
| 22. | 12 de octubre de 2012    | Quito             | Chile          | 3-1       | Victoria  | Eliminatorias al Mundial Brasil 2014    |
| 23. | 16 de octubre de 2012    | Puerto la Cruz    | Venezuela      | 1-1       | Empate    | Eliminatorias al Mundial Brasil 2014    |
| 24. | 6 de febrero de 2013     | Guimarães         | Portugal       | 3-2       | Victoria  | Amistoso                                |
| 25. | 21 de marzo de 2013      | Quito             | El Salvador    | 5-0       | Victoria  | Amistoso                                |
| 26. | 26 de marzo de 2013      | Quito             | Paraguay       | 4-1       | Victoria  | Eliminatorias al Mundial Brasil 2014    |
| 27. | 29 de mayo de 2013       | Palm Beach        | Alemania       | 2-4       | Derrota   | Amistoso                                |
| 28. | 7 de junio de 2013       | Lima              | Perú           | 0-1       | Derrota   | Eliminatorias al Mundial Brasil 2014    |
| 29. | 11 de junio de 2013      | Quito             | Argentina      | 1-1       | Empate    | Eliminatorias al Mundial Brasil 2014    |
| 30. | 6 de septiembre de 2013  | Barranquilla      | Colombia       | 0-1       | Derrota   | Eliminatorias al Mundial Brasil 2014    |
| 31. | 10 de septiembre de 2013 | La Paz            | Bolivia        | 1-1       | Empate    | Eliminatorias al Mundial Brasil 2014    |
| 32. | 11 de octubre de 2013    | Quito             | Uruguay        | 1-0       | Victoria  | Eliminatorias al Mundial Brasil 2014    |
| 33. | 15 de octubre de 2013    | Santiago de Chile | Chile          | 1-2       | Derrota   | Eliminatorias al Mundial Brasil 2014    |
| 34. | 5 de marzo de 2014       | Londres           | Australia      | 4-3       | Victoria  | Amistoso                                |
| 35. | 17 de mayo de 2014       | Ámsterdam         | Países Bajos   | 1-1       | Empate    | Amistoso                                |
| 36. | 31 de mayo de 2014       | Arlington         | México         | 1-3       | Derrota   | Amistoso                                |
| 37. | 4 de junio de 2014       | Miami             | Inglaterra     | 2-2       | Empate    | Amistoso                                |
| 38. | 15 de junio de 2014      | Brasilia          | Suiza          | 1-2       | Derrota   | Mundial Brasil 2014                     |
| 39. | 20 de junio de 2014      | Curitiba          | Honduras       | 2-1       | Victoria  | Mundial Brasil 2014                     |
| 40. | 25 de junio de 2014      | Río de Janeiro    | Francia        | 0-0       | Empate    | Mundial Brasil 2014                     |
| 41. | 28 de marzo de 2015      | Los Ángeles       | México         | 0-1       | Derrota   | Amistoso                                |
| 42. | 3 de junio de 2015       | Ciudad de Panamá  | Panamá         | 1-1       | Empate    | Amistoso                                |
| 43. | 6 de junio de 2015       | Guayaquil         | Panamá         | 4-0       | Victoria  | Amistoso                                |
| 44. | 11 de junio de 2015      | Santiago de Chile | Chile          | 0-2       | Derrota   | Copa América 2015                       |
| 45. | 15 de junio de 2015      | Valparaíso        | Bolivia        | 2-3       | Derrota   | Copa América 2015                       |
| 46. | 19 de junio de 2015      | Rancagua          | México         | 2-1       | Victoria  | Copa América 2015                       |
| 47. | 8 de septiembre de 2015  | Quito             | Honduras       | 2-0       | Victoria  | Amistoso                                |
| 48. | 8 de octubre de 2015     | Buenos Aires      | Argentina      | 2-0       | Victoria  | Eliminatorias al Mundial Rusia 2018     |
| 49. | 13 de octubre de 2015    | Quito             | Bolivia        | 2-0       | Victoria  | Eliminatorias al Mundial Rusia 2018     |
| 50. | 12 de noviembre de 2015  | Quito             | Uruguay        | 2-1       | Victoria  | Eliminatorias al Mundial Rusia 2018     |
| 51. | 17 de noviembre de 2015  | Puerto Ordaz      | Venezuela      | 3-1       | Victoria  | Eliminatorias al Mundial Rusia 2018     |
| 52. | 24 de marzo de 2016      | Quito             | Paraguay       | 2-2       | Empate    | Eliminatorias al Mundial Rusia 2018     |
| 53. | 29 de marzo de 2016      | Barranquilla      | Colombia       | 1-3       | Derrota   | Eliminatorias al Mundial Rusia 2018     |
| 54. | 25 de mayo de 2016       | Dallas            | Estados Unidos | 0-1       | Derrota   | Amistoso                                |
| 55. | 4 de junio de 2016       | Pasadena          | Brasil         | 0-0       | Empate    | Copa América 2016                       |
| 56. | 8 de junio de 2016       | Glendale          | Perú           | 2-2       | Empate    | Copa América 2016                       |
| 57. | 4 de junio de 2016       | Pasadena          | Haití          | 4-0       | Victoria  | Copa América 2016                       |
| 58. | 12 de junio de 2016      | Glendale          | Estados Unidos | 1-2       | Derrota   | Copa América 2016                       |
| 59. | 1 de septiembre de 2016  | Quito             | Brasil         | 0-3       | Derrota   | Eliminatorias al Mundial Rusia 2018     |
| 60. | 6 de septiembre de 2016  | Lima              | Perú           | 1-2       | Derrota   | Eliminatorias al Mundial Rusia 2018     |
| 61. | 23 de marzo de 2017      | Asunción          | Paraguay       | 1-2       | Derrota   | Eliminatorias al Mundial Rusia 2018     |
| 62. | 15 de noviembre de 2018  | Lima              | Perú           | 2-0       | Victoria  | Amistoso                                |

### Goles internacionales
| \| N.° \| Fecha \| Lugar \| Oponente \| Gol \| Resultado \| Resultado \| Competencia \| \| --- \| ----------------------- \| ---------------------------------------------------------- \| ------------ \| --- \| --------- \| --------- \| -------------------------- \| \| 1. \| 27 de mayo de 2009 \| Los Angeles Memorial Coliseum, Los Ángeles, Estados Unidos \| El Salvador \| 1–0 \| 1–3 \| Derrota \| Amistoso \| \| 2. \| 7 de junio de 2009 \| Estadio Monumental, Lima, Perú \| Perú \| 1–0 \| 2–1 \| Victoria \| Eliminatorias Mundial 2010 \| \| 3. \| 15 de agosto de 2012 \| Citi Field, Nueva York, Estados Unidos \| Chile \| 3–0 \| 3–0 \| Victoria \| Amistoso \| \| 4. \| 21 de marzo de 2013 \| Estadio Olímpico Atahualpa, Quito, Ecuador \| El Salvador \| 4–0 \| 5–0 \| Victoria \| Amistoso \| \| 5. \| 26 de marzo de 2013 \| Estadio Olímpico Atahualpa, Quito, Ecuador \| Paraguay \| 2–1 \| 4–1 \| Victoria \| Eliminatorias Mundial 2014 \| \| 6. \| 26 de marzo de 2013 \| Estadio Olímpico Atahualpa, Quito, Ecuador \| Paraguay \| 4–1 \| 4–1 \| Victoria \| Eliminatorias Mundial 2014 \| \| 7. \| 11 de octubre de 2013 \| Estadio Olímpico Atahualpa, Quito, Ecuador \| Uruguay \| 1–0 \| 1–0 \| Victoria \| Eliminatorias Mundial 2014 \| \| 8. \| 17 de mayo de 2014 \| Johan Cruyff Arena, Ámsterdam, Países Bajos \| Países Bajos \| 1–0 \| 1–1 \| Empate \| Amistoso \| \| 9. \| 6 de junio de 2015 \| Estadio Reales Tamarindos, Portoviejo, Ecuador \| Panamá \| 4–0 \| 4–0 \| Victoria \| Amistoso \| \| 10. \| 17 de noviembre de 2015 \| CTE Cachamay, Puerto Ordaz, Venezuela \| Venezuela \| 2–0 \| 3–1 \| Victoria \| Eliminatorias Mundial 2018 \| |                         |                                                            |              |     |           |           |                            |
| N.° | Fecha                   | Lugar                                                      | Oponente     | Gol | Resultado | Resultado | Competencia                |
| 1. | 27 de mayo de 2009      | Los Angeles Memorial Coliseum, Los Ángeles, Estados Unidos | El Salvador  | 1–0 | 1–3       | Derrota   | Amistoso                   |
| 2. | 7 de junio de 2009      | Estadio Monumental, Lima, Perú                             | Perú         | 1–0 | 2–1       | Victoria  | Eliminatorias Mundial 2010 |
| 3. | 15 de agosto de 2012    | Citi Field, Nueva York, Estados Unidos                     | Chile        | 3–0 | 3–0       | Victoria  | Amistoso                   |
| 4. | 21 de marzo de 2013     | Estadio Olímpico Atahualpa, Quito, Ecuador                 | El Salvador  | 4–0 | 5–0       | Victoria  | Amistoso                   |
| 5. | 26 de marzo de 2013     | Estadio Olímpico Atahualpa, Quito, Ecuador                 | Paraguay     | 2–1 | 4–1       | Victoria  | Eliminatorias Mundial 2014 |
| 6. | 26 de marzo de 2013     | Estadio Olímpico Atahualpa, Quito, Ecuador                 | Paraguay     | 4–1 | 4–1       | Victoria  | Eliminatorias Mundial 2014 |
| 7. | 11 de octubre de 2013   | Estadio Olímpico Atahualpa, Quito, Ecuador                 | Uruguay      | 1–0 | 1–0       | Victoria  | Eliminatorias Mundial 2014 |
| 8. | 17 de mayo de 2014      | Johan Cruyff Arena, Ámsterdam, Países Bajos                | Países Bajos | 1–0 | 1–1       | Empate    | Amistoso                   |
| 9. | 6 de junio de 2015      | Estadio Reales Tamarindos, Portoviejo, Ecuador             | Panamá       | 4–0 | 4–0       | Victoria  | Amistoso                   |
| 10. | 17 de noviembre de 2015 | CTE Cachamay, Puerto Ordaz, Venezuela                      | Venezuela    | 2–0 | 3–1       | Victoria  | Eliminatorias Mundial 2018 |

## Estadísticas

### Clubes
Actualizado al último partido disputado el 3 de diciembre de 2023.
| Club                              | Div.                | Temporada           | Liga  | Liga  | Liga   | Copas nacionales | Copas nacionales | Copas nacionales | Copas internacionales | Copas internacionales | Copas internacionales | Total | Total | Total  |
| Club                              | Div.                | Temporada           | Part. | Goles | Asist. | Part.            | Goles            | Asist.           | Part.                 | Goles                 | Asist.                | Part. | Goles | Asist. |
| --------------------------------- | ------------------- | ------------------- | ----- | ----- | ------ | ---------------- | ---------------- | ---------------- | --------------------- | --------------------- | --------------------- | ----- | ----- | ------ |
| Emelec · Ecuador                  | 1.ª                 | 2007                | 22    | 2     | 0      | 0                | 0                | 0                | -                     | -                     | -                     | 22    | 2     | 0      |
| Independiente del Valle · Ecuador | 2.ª                 | 2008                | 26    | 8     | 6      | 0                | 0                | 0                | -                     | -                     | -                     | 26    | 8     | 6      |
| Independiente del Valle · Ecuador | 2.ª                 | 2009                | 16    | 14    | 0      | 0                | 0                | 0                | -                     | -                     | -                     | 16    | 14    | 0      |
| Independiente del Valle · Ecuador | Total club          | Total club          | 42    | 22    | 6      | 0                | 0                | 0                | -                     | -                     | -                     | 42    | 22    | 6      |
| Dorados de Sinaloa · México       | 2.ª                 | 2008                | 5     | 1     | 0      | 0                | 0                | 0                | -                     | -                     | -                     | 5     | 1     | 0      |
| Dorados de Sinaloa · México       | Total club          | Total club          | 5     | 1     | 0      | 0                | 0                | 0                | -                     | -                     | -                     | 5     | 1     | 0      |
| Villarreal C. F. "B" · España     | 2.ª                 | 2009-10             | 32    | 10    | 0      | 0                | 0                | 0                | -                     | -                     | -                     | 32    | 10    | 0      |
| Villarreal C. F. "B" · España     | Total club          | Total club          | 32    | 10    | 0      | 0                | 0                | 0                | -                     | -                     | -                     | 32    | 10    | 0      |
| Villarreal C. F. · España         | 1.ª                 | 2009-10             | 0     | 0     | 0      | 0                | 0                | 0                | 1                     | 0                     | 0                     | 1     | 0     | 0      |
| Villarreal C. F. · España         | 1.ª                 | 2010-11             | 9     | 1     | 1      | 3                | 1                | 0                | 7                     | 0                     | 2                     | 19    | 0     | 3      |
| Villarreal C. F. · España         | Total club          | Total club          | 9     | 1     | 1      | 3                | 1                | 0                | 8                     | 0                     | 2                     | 20    | 0     | 3      |
| Levante U. D. · España            | 1.ª                 | 2010-11             | 11    | 0     | 0      | 0                | 0                | 0                | -                     | -                     | -                     | 11    | 0     | 0      |
| Levante U. D. · España            | Total club          | Total club          | 11    | 0     | 0      | 0                | 0                | 0                | -                     | -                     | -                     | 11    | 0     | 0      |
| Real Betis · España               | 1.ª                 | 2011-12             | 32    | 1     | 3      | 2                | 0                | 0                | -                     | -                     | -                     | 34    | 1     | 3      |
| Real Betis · España               | Total club          | Total club          | 32    | 1     | 3      | 2                | 0                | 0                | -                     | -                     | -                     | 34    | 1     | 3      |
| Monarcas Morelia · México         | 1.ª                 | 2012-13             | 36    | 4     | 5      | 7                | 4                | 2                | -                     | -                     | -                     | 43    | 8     | 7      |
| Monarcas Morelia · México         | 1.ª                 | 2013-14             | 27    | 6     | 4      | 3                | 1                | 1                | 1                     | 0                     | 0                     | 31    | 7     | 5      |
| Monarcas Morelia · México         | Total club          | Total club          | 63    | 10    | 9      | 10               | 5                | 3                | 1                     | 0                     | 0                     | 74    | 15    | 12     |
| Swansea City Inglaterra           | 1.ª                 | 2014-15             | 30    | 3     | 10     | 4                | 0                | 1                | -                     | -                     | -                     | 34    | 3     | 11     |
| Swansea City Inglaterra           | 1.ª                 | 2015-16             | 23    | 5     | 3      | 1                | 1                | 0                | -                     | -                     | -                     | 24    | 6     | 3      |
| Swansea City Inglaterra           | 1.ª                 | 2016-17             | 13    | 1     | 3      | 1                | 0                | 0                | -                     | -                     | -                     | 14    | 1     | 3      |
| Getafe C. F. · España             | 1.ª                 | 2017-18             | 18    | 2     | 4      | 5                | 1                | 0                | -                     | -                     | -                     | 23    | 2     | 4      |
| Getafe C. F. · España             | Total club          | Total club          | 18    | 2     | 4      | 5                | 1                | 0                | 0                     | 0                     | 0                     | 23    | 2     | 4      |
| Emelec · Ecuador                  | 1.ª                 | 2018                | 12    | 1     | 3      | 0                | 0                | 0                | 2                     | 0                     | 0                     | 14    | 1     | 3      |
| Emelec · Ecuador                  | Total club          | Total club          | 34    | 3     | 3      | 0                | 0                | 0                | 2                     | 0                     | 0                     | 36    | 3     | 3      |
| Swansea City Inglaterra           | 2.ª                 | 2018-19             | 12    | 0     | 2      | 0                | 0                | 0                | -                     | -                     | -                     | 12    | 0     | 2      |
| Swansea City Inglaterra           | Total club          | Total club          | 78    | 9     | 18     | 6                | 1                | 1                | 0                     | 0                     | 0                     | 84    | 10    | 19     |
| West Bromwich Albion Inglaterra   | 2.ª                 | 2018-19             | 4     | 1     | 0      | 0                | 0                | 0                | -                     | -                     | -                     | 4     | 1     | 0      |
| West Bromwich Albion Inglaterra   | Total club          | Total club          | 4     | 1     | 0      | 0                | 0                | 0                | 0                     | 0                     | 0                     | 4     | 1     | 0      |
| Birmingham City Inglaterra        | 2.ª                 | 2019-20             | 14    | 0     | 0      | 4                | 0                | 0                | -                     | -                     | -                     | 18    | 0     | 0      |
| Birmingham City Inglaterra        | Total club          | Total club          | 14    | 0     | 0      | 4                | 0                | 0                | 0                     | 0                     | 0                     | 18    | 0     | 0      |
| Querétaro F. C. · México          | 1.ª                 | 2020-21             | 13    | 0     | 0      | 0                | 0                | 0                | -                     | -                     | -                     | 13    | 0     | 0      |
| Querétaro F. C. · México          | 1.ª                 | 2021-22             | 17    | 0     | 0      | 0                | 0                | 0                | -                     | -                     | -                     | 17    | 0     | 0      |
| Querétaro F. C. · México          | Total club          | Total club          | 30    | 0     | 0      | 0                | 0                | 0                | 0                     | 0                     | 0                     | 30    | 0     | 0      |
| 9 de Octubre F. C. · Ecuador      | 1.ª                 | 2022                | 9     | 0     | 1      | 9                | 2                | 1                | 0                     | 0                     | 0                     | 18    | 2     | 2      |
| 9 de Octubre F. C. · Ecuador      | Total club          | Total club          | 9     | 0     | 1      | 9                | 2                | 1                | 0                     | 0                     | 0                     | 18    | 2     | 2      |
| Aucas · Ecuador                   | 1.ª                 | 2023                | 13    | 0     | 4      | 1                | 0                | 0                | 1                     | 0                     | 0                     | 15    | 0     | 4      |
| Aucas · Ecuador                   | Total club          | Total club          | 13    | 0     | 4      | 1                | 0                | 0                | 1                     | 0                     | 0                     | 15    | 0     | 4      |
| Total en su carrera               | Total en su carrera | Total en su carrera | 394   | 60    | 49     | 40               | 10               | 5                | 12                    | 0                     | 2                     | 446   | 70    | 56     |
| 1. 2. 3.                          |                     |                     |       |       |        |                  |                  |                  |                       |                       |                       |       |       |        |

## Palmarés

### Campeonatos nacionales
| Título              | Club             | País       | Año     |
| ------------------- | ---------------- | ---------- | ------- |
| Copa MX             | Monarcas Morelia | México     | 2013    |
| Premier League U-23 | Swansea City     | Inglaterra | 2016-17 |

### Campeonatos internacionales
| Título                                 | Selección                  | País    | Año  |
| -------------------------------------- | -------------------------- | ------- | ---- |
| Medalla de Oro de Juegos Panamericanos | Selección de fútbol Sub-20 | Ecuador | 2007 |

### Distinciones individuales
| Distinción                                       | Año  |
| ------------------------------------------------ | ---- |
| Futbolista del mes del Swansea City (septiembre) | 2015 |
| Futbolista del mes del Swansea City (abril)      | 2016 |